# Kępkowiec ziemistomączysty
Kępkowiec ziemistomączysty (Lyophyllum paelochroum Clémençon) – gatunek  grzybów należący do rodziny kępkowcowatych (Lyophyllaceae).

## Systematyka i nazewnictwo
Pozycja w klasyfikacji według Index Fungorum: Lyophyllum, Lyophyllaceae, Agaricales, Agaricomycetidae, Agaricomycetes, Agaricomycotina, Basidiomycota, Fungi.
Nazwę polską zaproponował Władysław Wojewoda w 2003 roku.

## Morfologia
Kapelusz
Średnica 4–8 cm, kształt początkowo płaskołukowaty, potem płytko wklęsły. Brzeg ostry, pofałdowany, często żebrowany i pobrużdżony. Jest nieco higrofaniczny. Powierzchnia brązowawokremowa, orzechowa, kawowa, jasnoochrowa lub brązowa, na brzegu jaśniejsza.
Trzon
Wysokość 3–7 cm, grubość 0,8–1,8 cm, walcowaty, nagi, o barwie od białawej do brudnobrązowej.
Blaszki
Szeroko przyrośnięte lun nieco zbiegające ząbkiem, grube i dość rzadkie, kruche, początkowo białawe, potem brudnobrązowe.
Miąższ
Białawy, po uszkodzeniu szarzejący. Smak łagodny, mączny, zapach nieprzyjemny, ziemistomączny.

## Występowanie
Kępkowiec ziemistomączysty występuje w niektórych krajach Europy. W Polsce częstość jego występowania i rozprzestrzenienie nie są znane. Do 2003 r. w piśmiennictwie podano cztery stanowiska. Nowsze stanowiska podaje internetowy atlas grzybów. Znajduje się w nim na liście gatunków zagrożonych i wartych objęcia ochroną. 
Występuje na nizinach, terenach pagórkowatych i na pogórzu w lasach, zwłaszcza świerkowych. Owocniki na ziemi od sierpnia do października. 

## Znaczenie
Saprotrof. Jest grzybem niejadalnym.